# Sabari
Sabari, även kallat Yaqubi, är ett distrikt i Afghanistan. Det ligger i provinsen Khost, i den östra delen av landet, 130 kilometer sydost om huvudstaden Kabul. Administrativ huvudort är Yaqubi.
Distriktet beräknades år 2022 ha cirka 83 000 invånare.